# Njurslevmossa
Njurslevmossa (Jungermannia confertissima) är en levermossart som beskrevs av Christian Gottfried Daniel Nees von Esenbeck. Njurslevmossa ingår i släktet slevmossor, och familjen Jungermanniaceae. Enligt den finländska rödlistan är arten otillräckligt studerad i Finland. Arten är reproducerande i Sverige. Artens livsmiljö är bäckar.